# Blangy-sur-Bresle

Blangy-sur-Bresle este o comună în departamentul Seine-Maritime, Franța. În 1 ianuarie 2022 avea o populație de 2.844 de locuitori.